# Ney Neves Galvão
Ney Neves Galvão (Rio Pardo, 22 de março de 1902 — Rio de Janeiro, 6 de setembro de 1990) foi um economista brasileiro.
Foi ministro da Fazenda, de 21 de dezembro de 1963 a 3 de abril de 1964. Foi substituído interinamente por Waldyr Ramos Borges, de 16 a 20 de março de 1964.